# 大笑瑜伽

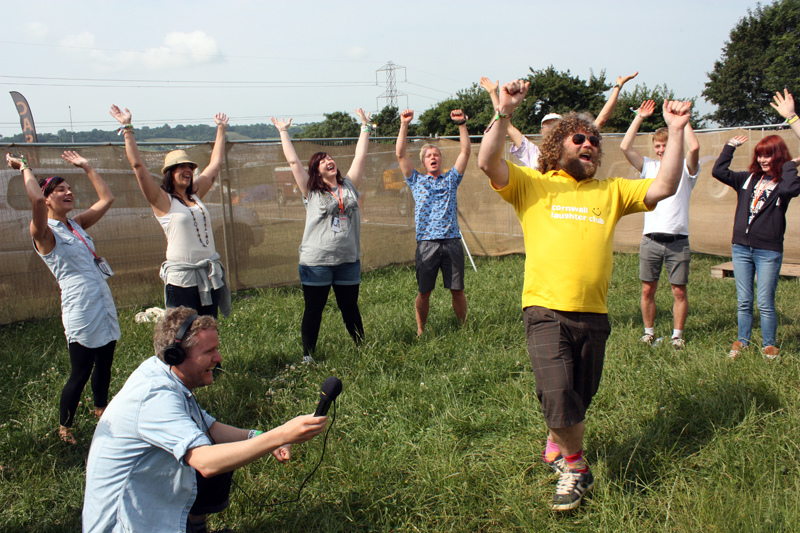
英國的一項愛笑瑜伽活動

大笑瑜伽（Laughter Yoga；），又稱為愛笑瑜伽，是一種新興的減壓運動，當中結合了持久及刻意的去笑的活動、瑜伽的傳統呼吸及拍打穴位按摩等技巧。
愛笑瑜伽的概念認為自發的大笑與偶發的非自發大笑無論在生理或心理上都有相似的效益。
有精神科醫生指出，笑能令腦部釋出內啡肽，可抗衡人體緊張時分泌的荷爾蒙皮質醇，達致減壓的效果。活動一般以群體為主，並輔以眼神接觸及活動參與者之間的互動，使本來自發的大笑轉變成為非自發的大笑。
愛笑瑜伽由印度的一位家庭醫生普及，並且將這個運動的先驅者所作的現代化及簡化。這些先驅者早於1960年代就已有過近似的概念，並加以推廣。有說法指愛笑瑜伽是由Madan Kataria於1995年所創，而他亦於2002年出版《Laught For No Reason》（《笑不需要理由》）一書講述他的經驗。現時，愛笑瑜伽活動已普及至53個國家，在全世界成立了約5,000個愛笑瑜伽的會所、當中單單在美國就有約200個。

## 參看
- 笑理學
- 世界爱笑日

## 延伸閱讀
- Birklbauer, Walter. . 2011. ISBN 3-8423-6907-7 （英语）.
- The Laughing Club of India documentary by Mira Nair about the club founded by Madan Kataria